# مشفهة سوداء
مشفهة سوداء (الاسم العلمي:Chiloglanis niger) هي نوع من الأسماك تتبع جنس المشفهة من فصيلة الموشوكيات.